# ERIH PLUS
ERIH PLUS (acronyme de European Reference Index for the Humanities, auparavant ERIH) est un index contenant des informations bibliographiques sur les revues académiques en sciences humaines et sociales (SSH). L'index comprend toutes les revues qui remplissent les conditions suivantes : « des procédures explicites d'examen externe par les pairs; un comité de rédaction universitaire, avec des membres affiliés à des universités ou d'autres organismes de recherche indépendants ; un code ISSN valide, confirmé par le registre international de l'ISSN ; des résumés en anglais et / ou une autre langue internationale pertinente pour le domaine pour tous les articles publiés ; des informations sur les affiliations et adresses des auteurs ; au maximum les deux tiers des auteurs publiés dans la revue par la même institution. »
ERIH est créé par la Fondation européenne de la science et est transféré en 2014 au NSD (Norwegian Centre for Research Data (en)) - Centre norvégien pour les données de recherche, principalement parce qu'il gère déjà le registre norvégien des revues, séries et éditeurs scientifiques. Dans le même temps, il a été étendu pour inclure également les disciplines des sciences sociales et rebaptisé ERIH PLUS,. L'objectif d'ERIH PLUS est d'augmenter la visibilité et la disponibilité de SSH. L'index va au-delà des services d'indexation commerciale en fournissant une couverture complète de la communication savante et de l'édition dans les domaines, permettant aux chercheurs de mieux diffuser leurs travaux dans les langues nationales et internationales.
 